# ان‌جی‌سی ۵۸۸۶
ان‌جی‌سی ۵۸۸۶ (انگلیسی: NGC 5886) نام یک کهکشان است.